# Халк Хоган
Халк Хоган (англ. Hulk Hogan); справжнє ім'я Террі Джин Боллеа (англ. Terry Gene Bollea; 11 серпня 1953, Огаста, Джорджія, США — 24 липня 2025, Клірвотер, Флорида, США) — реслер, актор і шоумен.

## Життєпис
Пік популярності досяг у середині 1980-х у WWF та другій половині 1990-х у WCW. У 2005 році його було введено до зали слави WWE. Був 12-разовим чемпіоном світу у важкій вазі.
Брав активну участь у громадському житті. Розлучений. Мав доньку Брук (співачка, ведуча свого шоу) і сина Ніка. У 2009 році Хоган був заручений з Дженніфер МакДеніел.
З 27 жовтня 2009 року підписав контракт з TNA Wrestling. Він і Ерік Бісшофф були оголошені партнерами президента TNA Wrestling Діксі Картер. З пресконференції, показаної в епізоді TNA Impact! від 29 жовтня 2009 року, і аж до його дебюту на шоу 4 січня 2010 року, його роль у компанії залишалася не розкритою.
Через позов Халка Хогана, профінансований Пітером Тілем, засновником Palantir, збанкрутував Gawker. Цей таблоїд неодноразово звинувачувся у порушенні журналістської етики, у тому числі й після оприлюднення сюжетів про гомосексуальність Тіля і Хогана.

## Смерть
Помер 24 липня 2025 року на 72-му році життя через зупинку серця у своєму будинку. Причиною смерті став інфаркт (серцевий напад), який стався у нього вдома в Клірвотері (штат Флорида). Медики отримали дзвінок близько 9:51 ранку місцевого часу — після цього близько 30 хвилин провели реанімаційні заходи, але виявилися безуспішними; його було доставлено у госпіталь Morton Plant Hospital, де він і був офіційно оголошений мертвим.
Його дружина Скай Дейлі (Sky Daily Hogan) у попередні дні спростовувала чутки про критичний стан здоров'я, запевняючи, що серце у нього «дуже сильне» і що він тільки-но переніс складну операцію на шиї (Anterior Cervical Discectomy and Fusion) і перебував у процесі одужання. Він також пройшов близько 25 операцій за останні роки — включно з хірургічними втручаннями на спині, колінах, кульшах, плечах та інших частинах тіла, що значно підірвало його здоров'я і призвело до залежності від знеболювальних препаратів.

## Титули і нагороди
- Pro Wrestling Illustrated

- 1983 Нанадихаючий Реслер
- 1985 Найпопулярніший Реслер Року
- 1985 Матч Року  з Містером Ті проти Пола Орндорфа і Родді Пайпера (Командний Матч на Реслманії 1 31 березня 1985 року) 
- 1986 Ф'юд Року проти Пола Орндорфа
- 1987 Реслер Року
- 1988 Матч Року  проти Андре Гіганта (Матч за Титул Чемпіона WWF на Головної події 1 5 лютого 1988 року) 
- 1989 Найпопулярніший Реслер Року
- 1990 Найпопулярніший Реслер Року
- 1990 Матч Року  проти Останнього Воїна (Матч за Титул Чемпіона WWF на Реслманії VI 1 квітня 1990 року) 
- 1991 Реслер Року
- 1994 Реслер Року
- 1994 Повернення Року
- 1996 Найненависніший Реслер Року
- 1998 Найненависніший Реслер Року
- 1999 Найнадихаючий Реслер
- 2002 Матч Року  проти Рока (Матч на Реслманії X8 17 березня 2002 року) 
- 2002 Повернення Року
-  PWI ставить його під № 1 у списку 500 найкращих реслерів 1991 року
-  PWI ставить його під № 12 у списку 500 найкращих реслерів 1992 року
-  PWI ставить його під № 17 у списку 500 найкращих реслерів 1993 року
-  PWI ставить його під № 2 у списку 500 найкращих реслерів 1994 року
-  PWI ставить його під № 6 у списку 500 найкращих реслерів 1995 року
-  PWI ставить його під № 8 у списку 500 найкращих реслерів 1996 року
-  PWI ставить його під № 55 у списку 500 найкращих реслерів 1997 року
-  PWI ставить його під № 53 у списку 500 найкращих реслерів 1998 року
-  PWI ставить його під № 44 у списку 500 найкращих реслерів 1999 року
-  PWI ставить його під № 59 у списку 500 найкращих реслерів 2000 року
-  PWI ставить його під № 19 у списку 500 найкращих реслерів 2002 року
-  PWI ставить його під № 1 у списку 500 найкращих реслерів за всю історію у 2003 році
-  PWI ставить його команду з Антоніо Ченці під № 44 у списку 500 найкращих команд за всю історію у 2003 році
- PWI ставить його команду з Ренді Севіджом під № 57 у списку 500 найкращих команд за всю історію у 2003 році

- Хоган частіше за інших з'являвся на обкладинці журналу Pro Wrestling Illustrated
- World Wrestling Federation/World Wrestling Entertainment

- 6-разовий Чемпіон WWF/WWE — Останнє чемпіонство як Об'єднаний чемпіон WWE
- Командний Чемпіон Світу — з Еджем
- Переможець Королівської Битви 1990
- Переможець Королівської Битви 1991
- Член Залу Слави WWE, введений 2005 році

- World Championship Wrestling

- 6-кратний Чемпіон WCW у важкій вазі

- AWA

- 2-кратний Чемпіон AWA у важкій вазі

- NWA

- 2-кратний Південно-Східний Чемпіон NWA у важкій вазі

- New Japan Pro Wrestling

- Переможець Інтернаціонального Реслінг Гран Прі Турніру 1983

- Wrestling Observer Newsletter

- 1982 Найкращий Фейс
- 1983 Найкращий Фейс
- 1984 Найкращий Фейс
- 1985 Найкращий Фейс
- 1985 Найхаризматичніший Реслер
- 1985 Найпереоціненіший Реслер
- 1986 Найкращий Фейс
- 1986 Найхаризматичніший Реслер
- 1986 Найпереоціненіший Реслер
- 1986 Фьюд Року проти Пола Орндорффа
- 1987 Найкращий Фейс
- 1987 Найхаризматичніший Реслер
- 1988 Найкращий Фейс
- 1988 Найхаризматичніший Реслер
- 1989 Найкращий Фейс
- 1989 Найхаризматичніший Реслер
- 1990 Найкращий Фейс
- 1990 Найхаризматичніший Реслер
- 1991 Найкращий Фейс
- 1991 Найхаризматичніший Реслер
- 1994 Найпереоціненіший Реслер
- 1995 Найпереоціненіший Реслер
- 1996 Найпереоціненіший Реслер
- 1997 Найпереоціненіший Реслер
- 1998 Найпереоціненіший Реслер
- Член Залу Слави WON, введений у 1996 році

## Телебачення та ролі в кіно

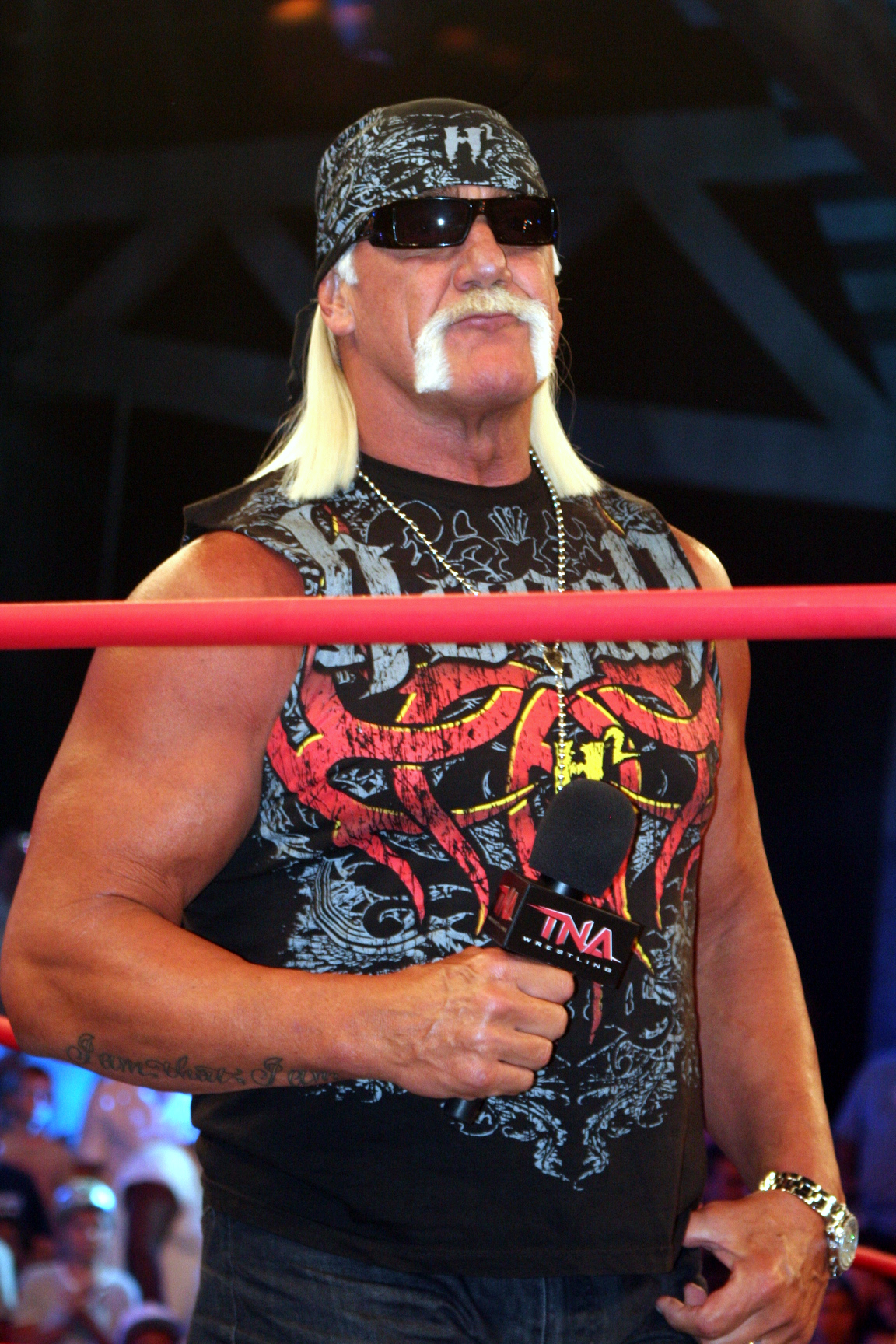
Халк Хоган в 2010 році.

Популярність Халка Хогана призвела до того, що він знявся у декількох ролях на телебаченні та в кіно. Крім камео у Рокі III, він знявся у фільмах Без правил (1989), Гремліни 2 (1990), Командо з передмістя (1991), Містер няня (1993), Санта здоровань (1996), Клуб шпигунів (1996) і 3 ніндзя: Жаркий полудень на горі Мега (1998). Знімався у серіалах «Рятувальники Малібу» і «Команда А» (у 1985 і 1986), і створив власний серіал Грім у раю, у 1994. Напад на острів Диявола (1997), Острів Маккинси (1997), Напад на острів Диявола 2 (1998). Також взяв участь у серіалі Вокер, техаський рейнджер. Маленький Геркулес (2005). Пригоди маленького Геркулеса у 3D (2009).

## Коронні і улюблені прийоми
- Атомний Ліг Дроп / Ліг Дроп Хогана / Голлівудський Ліг Дроп (Ліг Дроп з розбігу)
- Екс Бомбер (Ларіат зігнутою рукою)
- Роллінг Армбар
- Кемел Клатч